# Calociasma ictericum
Calociasma ictericum is een vlindersoort uit de familie van de prachtvlinders (Riodinidae), onderfamilie Riodininae.
Calociasma ictericum werd in 1878 beschreven door Godman & Salvin.